# Branchinella hattahensis
Branchinella hattahensis är en kräftdjursart som beskrevs av Geddes 1981. Branchinella hattahensis ingår i släktet Branchinella och familjen Thamnocephalidae. Inga underarter finns listade.